# Kozelets
Kozélets o Kozelets (ucraniano: Козе́лець, Козеле́ць) es un sélyshche de Ucrania perteneciente al raión de Chernígov de la óblast de Chernígov.
En 2022, la localidad tenía una población de 7496 habitantes. Es sede de un municipio con una población total de unos dieciséis mil habitantes, que incluye como pedanías 53 localidades rurales. El municipio fue creado en 2016 mediante la fusión del ayuntamiento urbano de Kozelets (que hasta entonces no tenía pedanías) con los hasta entonces vecinos consejos rurales de Berlozy, Bileiky, Bobruiký, Bryhyntsí, Búlajiv, Danivka, Lémeshi, Lyjolitky, Ozerné, Omeliániv, Patiuty, Pyliatyn, Skrypchyn y Stavyske, a los que se añadieron en 2020 los de Nichohivka, Oleksíyivshchyna, Petrivske (actual Mostyshche), Savyn y Syrayí. Esta área formaba parte hasta 2020 del raión de Kozelets, del que esta localidad era capital.
Se conoce la existencia de la localidad desde el siglo XVII, cuando era una ciudad fortificada en la República de las Dos Naciones. En la rebelión de Jmelnitski fue sede de una sotnia del regimiento de Kiev. En 1656 adoptó el Derecho de Magdeburgo y en 1662 se celebró aquí la asamblea (rada) en la que Yakim Semenovich Somko fue elegido hetman de Ucrania. La ciudad fue destruida por los tártaros de Crimea en 1679, pero se recuperó rápidamente, y entre 1708 y 1781 pasó a albergar el cuartel general del regimiento de los cosacos de Kiev. Desde 1782 pasó a ser capital de uyezd, desde 1802 en la gobernación de Chernígov. Perdió el estatus de ciudad en 1924, cuando la RSS de Ucrania lo rebajó a asentamiento de tipo urbano.
Se ubica a medio camino entre Chernígov y Kiev, en el punto en el que el río Oster pasa bajo la carretera E95. Al oeste de Kozelets sale la carretera T2535, que lleva a Oster.